# Premio Michetti
Il Premio Michetti, ufficialmente noto come Premio Nazionale di Pittura Francesco Paolo Michetti, è un concorso artistico istituito nel 1947 a Francavilla al Mare in onore del pittore Francesco Paolo Michetti. Considerato uno dei più importanti riconoscimenti nel panorama dell'arte contemporanea, il premio ha visto la partecipazione di numerosi artisti di rilievo internazionale. Il Premio Michetti è il premio di pittura più antico in Italia dopo la Biennale di Venezia.
Ogni anno viene organizzata una mostra (in estate, con inaugurazione in luglio) affidata a curatori diversi. Una giuria seleziona e premia alcune opere partecipanti alla mostra stessa. Le stesse sono acquisite dalla Fondazione ed esposte nel Museo d'arte moderna e contemporanea, che ha sede al primo piano del Palazzo San Domenico. Le opere che partecipano al Premio Michetti sono esposte negli spazi del Museo Michetti, adiacente al Palazzo San Domenico che, dopo i lavori di restauro della struttura, ospita due tele di Michetti.
Nel corso degli anni, molti importanti artisti e critici hanno partecipato alle iniziative della Fondazione Michetti. Fra di essi Piero Dorazio, Mario Schifano, Salvatore Garau, Filippo de Pisis, Achille Funi, Aligi Sassu, Paolo Pasotto, Renato Barilli, Dino Valls, Sergio Franzoi. Tra i curatori: Luciano Caramel, Vittorio Sgarbi, Philippe Daverio, Stefano Zecchi, Luca Beatrice, Daniela Lancioni, Nunzio Giustozzi, Costantino D'Orazio, Simone Ciglia.
Dal 2022 sono stati istituiti anche il Premio Michetti Giovani (per gli under 35) e il Premio Digital Michetti (assegnato dal pubblico).

## Lista artisti premiati
- 1947: non attribuito
- 1948: Vincenzo Ciardo – Luigi Montanarini - Enrico Prampolini – Aligi Sassu – Alberto Ziveri
- 1949: Emanuele Cavalli – Mauro Reggiani
- 1950: Vincenzo Ciardo
- 1951: Vincenzo Colucci – Carlo della Zorza – Antonio Donghi – Luigi Pera
- 1952: Pompeo Borra – Alberto Chiancone -Sante Monachesi
- 1953: Giuseppe Cesetti – Mario Marcucci
- 1954: Bruno Cassinari – Sante Monachesi – Luigi Montanarini – Enrico Prampolini
- 1955: Enrico Paulucci
- 1956: Bruno Saetti
- 1957: Domenico Spinosa
- 1958: Fiorenzo Tomea
- 1959: Guido La Regina
- 1960: Sergio Saroni
- 1961: Achille Funi
- 1962: Gino Morandis
- 1963: Riccardo Licata – Carmine Di Ruggero  – Gianni Pisani – Carmelo Zotti
- 1964: Fausto Pirandello
- 1965: Arturo Carmassi – Sergio Romiti
- 1966: Giannetto Fieschi - Marcolino Gandini
- 1967: Piero Dorazio – Enzo Mari
- 1968: Mario Ceroli – Gianfranco Ferroni
- 1969: non attribuito
- 1970: Alberto Biasi – Angelo Cagnone – Gino Marotta – Massimo Radicioni
- 1971: Maurizio Bottarelli – Carlo Maschietto – Vittorio Matino – Giorgio Ramella
- 1972: Crescenzo Del Vecchio – Armando De Stefano – Pietro Gallina – Riccardo Guarnieri – Valentino Vago
- 1973: Guido Blasi – Giorgio Celiberti – Joxe Ciuba – Andrej Jemec – Claudio Verna – Mehmed Zaimovic (rassegna internazionale con la partecipazione di artisti jugoslavi)
- 1974: Luis Edoardo Aute – Agueda De La Pisa – Equipo Realidad – (Jorge Ballortes e Juan Cordelia) – Giuseppe Gallizioli – Romano Notari – Vanni Viviani (rassegna internazionale con la partecipazione di artisti spagnoli)
- 1975: rassegna degli artisti abruzzesi
- 1976: rassegna internazionale con partecipazione di artisti polacchi dedicata all'indagine sul rapporto arte-ambiente - a Franco Tassi La presentosa d'oro per il contributo dato alla conservazione della natura della regione Abruzzo
- 1977: rassegna internazionale con partecipazione di artisti greci, dedicata all'indagine “L'uomo e il suo spazio” - a Antonio Cederna La presentosa d'oro per aver contribuito alla conservazione dei beni insostituibili della penisola
- 1978: Su...per...da...con... F.P. Michetti
- 1979: Quattro questioni di linguaggio e omaggio a F.P. Michetti nel cinquantenario della morte
- 1981: omaggio a Teofilo Patini – Omaggio a Vincenzo Ciardo
- 1982: L'immagine dialettica e omaggio a Remo Brindisi
- 1983: L'immagine diversa – Claudio Verna – Angelo Titonel – Maria Lai
- 1984: Arte e politica dell'arte dal dopoguerra a oggi
- 1986: Il mare – Mauro Berrettini – Mimmo Conenna – Carlo De Lucia – Piero di Terlizzi – Ignazio Gadaleta – Pasquale Liberatore – Antonio Martarazzo – Lucia Narducci – Mario Ranieri – Giorgio Ruasi – Loreno Sguanci – Franco Summa – Sandro Visca – Anna Valla, Omaggio a F.P. Michetti Mare e Figure; Omaggio a quattro artisti teramani dell'Ottocento: Giuseppe Bonolis, Pasquale Celommi, Gennaro Della Monica e Raffaello Pagliaccetti
- 1987: Nuovi territori dell'arte Europa – America: Tamas Banovich – Per Barclay – Christopher Boutin – Beth Brenner – Carlo Ciarli – Philippe De Luych – Mitchell Kane – Paola Fonticolo – Andy Moses – Giandomenico Sozzi – Omaggio a Mario Schifano, Gabriele Smargiassi e Nicola D'Antino
- 1988: L'astratto vissuto e i suoi maestri italiani degli anni Cinquanta – Mario Schifano
- 1989: Salvatore Garau con l'opera "Diga", tecnica mista, 100x225 cm., giuria di Luciano Caramel e Sandra Orienti
- 1990: Wainer Vaccari – Carmelo Zotti
- 1991: Igor Mitoraj – Ivan Peter Theimer
- 1992: Andrea Carnemolla – Claudio Corsello e Monica Cuoghi – Gaetano Sgambati
- 1993: L'ultimo Michetti: pittura e fotografie
- 1994: Roberto Almagno – Carlo Lorenzetti – Claudio Olivieri
- 1995: Il Bronzetto Italiano contemporaneo – Augusto Perez
- 1996: Consistenza della pittura – Giovanni Manfredini – Luca Lampo – Daniela Alastra – Bernardo Siciliano
- 1997: Gli archetipi immaginari nell'arte moderna – Marco Tirelli
- 1998: Premio Michetti – 50 edizioni
- 1999: Mostra antologica “F.P. Michetti”
- 2000: Europa: differenti prospettive nella pittura – Gabriele Picco – Franz Baumgartner
- 2001: Adriatico: le due sponde – Paola Pivi – Erzen Shkololli
- 2002: La città e le nuvole – Italia Argentina – Paolo Fiorentino – Antonio Seguì
- 2003: L'amore per la terra, Italia - Giappone – Arduino Cantafora – Tito Rossini – Nagasawa Hidetoshi
- 2004: Mito e realtà, uno sguardo ad oriente – Marco Cingolani – Angelo Davoli – Hai Bo
- 2005: In & Out, opera e ambiente nella dimensione glocal – Marc Didou – Walter Valentini
- 2006: Laboratorio Italia – Nicola Samorì – Maja Kokocinsky
- 2007: Nuovi realismi – Cristiano Tassinari – Till Freiwald
- 2008: I labirinti della bellezza – Alessandra Giovannoni – Oan Kyu
- 2009: Un sogno in riva all'Adriatico, retrospettiva Premi Michetti
- 2010: Diorama italiano – Francesco Cervelli – Angelo Casciello
- 2011: Omaggio a Mattia Moreni, antologica di Giuliano Collina - Il piacere dell'illusione di Antonio D'Acchille
- 2012: Popism, l'arte in Italia dalla teoria dei mass media ai social network di Chris Gilmour – Piero Gilardi – Omaggio a Mauro Reggio: pittore di città
- 2013: La bellezza necessaria – Armodio, premio Michetti alla carriera, Agostino Arrivabene, Cristian Balzano, Giuseppe Modica – Gabriele D'Annunzio nel 150º Anniversario della nascita – Omaggio ad Aligi Sassu – L'energia dei giovani – Omaggio ad Italo Picini – Antologica di Guido Casciaro – Progetto conservazione Premi Michetti
- 2014: Alimento dell'anima - Vincenzo Scolamiero – Ana Kapor – Andrea Lelario - Antonio Sannino e Premio Michetti alla carriera a Nicola Giuseppe Smerilli
- 2018: Lucia Veronesi
- 2019: Vito Bucciarelli
- 2020: Sara Enrico - Pierpaolo Campanini
- 2021: Sol 2081 - Leonardo Petrucci
- 2022: Figura, ae. L'immagine delle immagini' - Velasco Vitali
- 2023: Libertà di avere tre idee contrastani - Flavio Favelli

## Collegamenti
- Museo Michetti